# Melolonthinae
Sous-famille
Les Melolonthinae, en français « Mélolonthinés », connus ordinairement sous le nom de hannetons en France et Belgique, de cucards en Suisse romande ou de barbeaux au Québec, sont une sous-famille d’insectes coléoptères de la famille des Scarabaeidae. Selon la classification Faunaeur et GBIF, ils sont de la famille des Melolonthidae.
Le nom commun « hanneton » désigne en français plusieurs espèces et genres de la sous-famille des Melolonthinae.
Les adultes sont phyllophages (mangeurs de feuilles) et certaines espèces étaient jadis connues pour des abondances cycliques durant lesquelles elles pouvaient entièrement défolier certains arbres, voire des bouquets forestiers. Les larves, appelées « vers blancs » ou « mans », sont radicivores (elles se nourrissent de radicelles). Pour cette raison, plusieurs espèces sont, en cas d’abondance, considérées comme nuisibles à l’agriculture et à la sylviculture.

## Dénomination
La sous-famille a été décrite par l’entomologiste britannique William Elford Leach en 1819.

## Biologie
| - Larve d’orycte ou « scarabée rhinocéros ». - Larve de hanneton commun. |

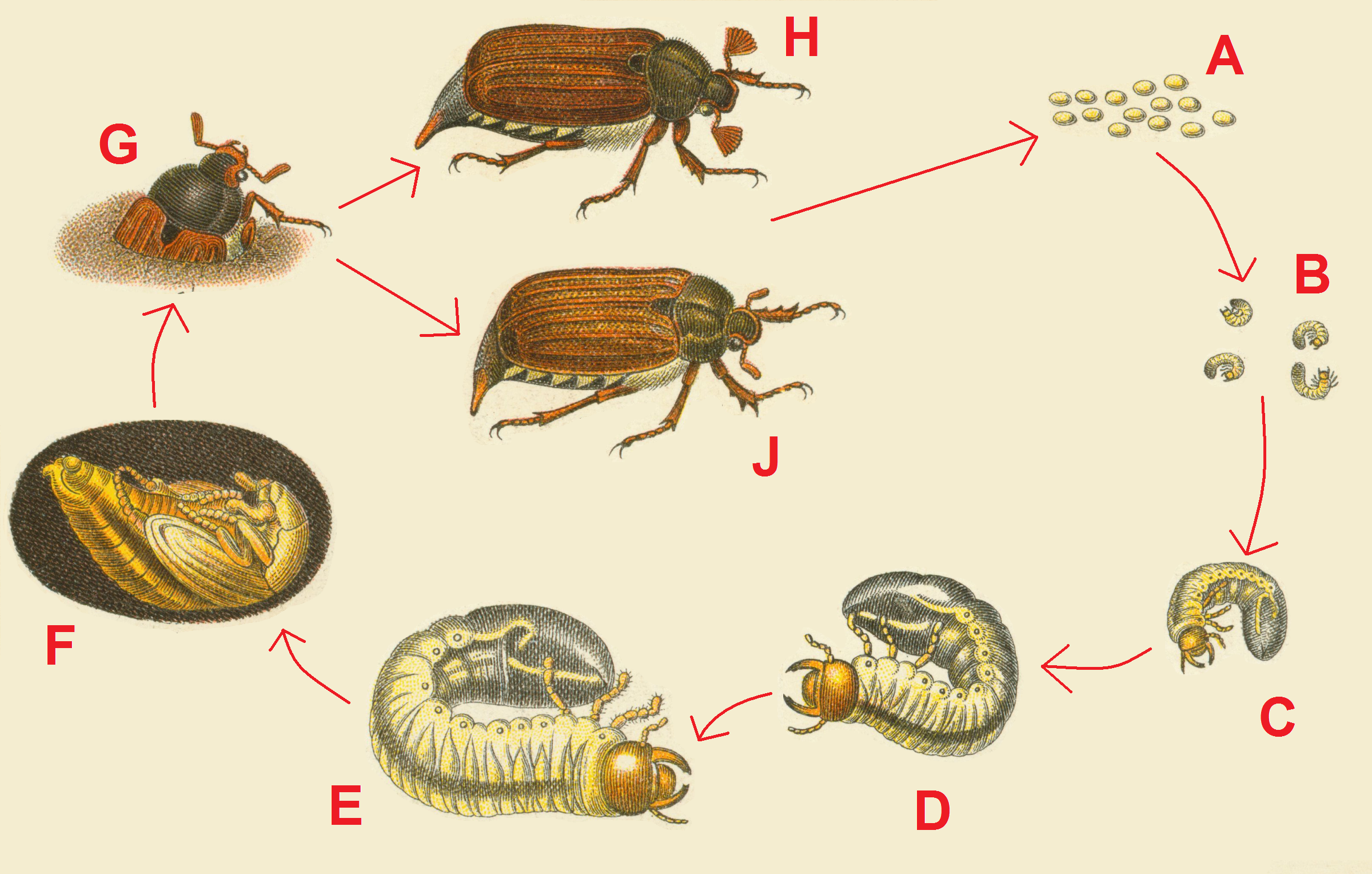
Cycle de vie d'un hanneton

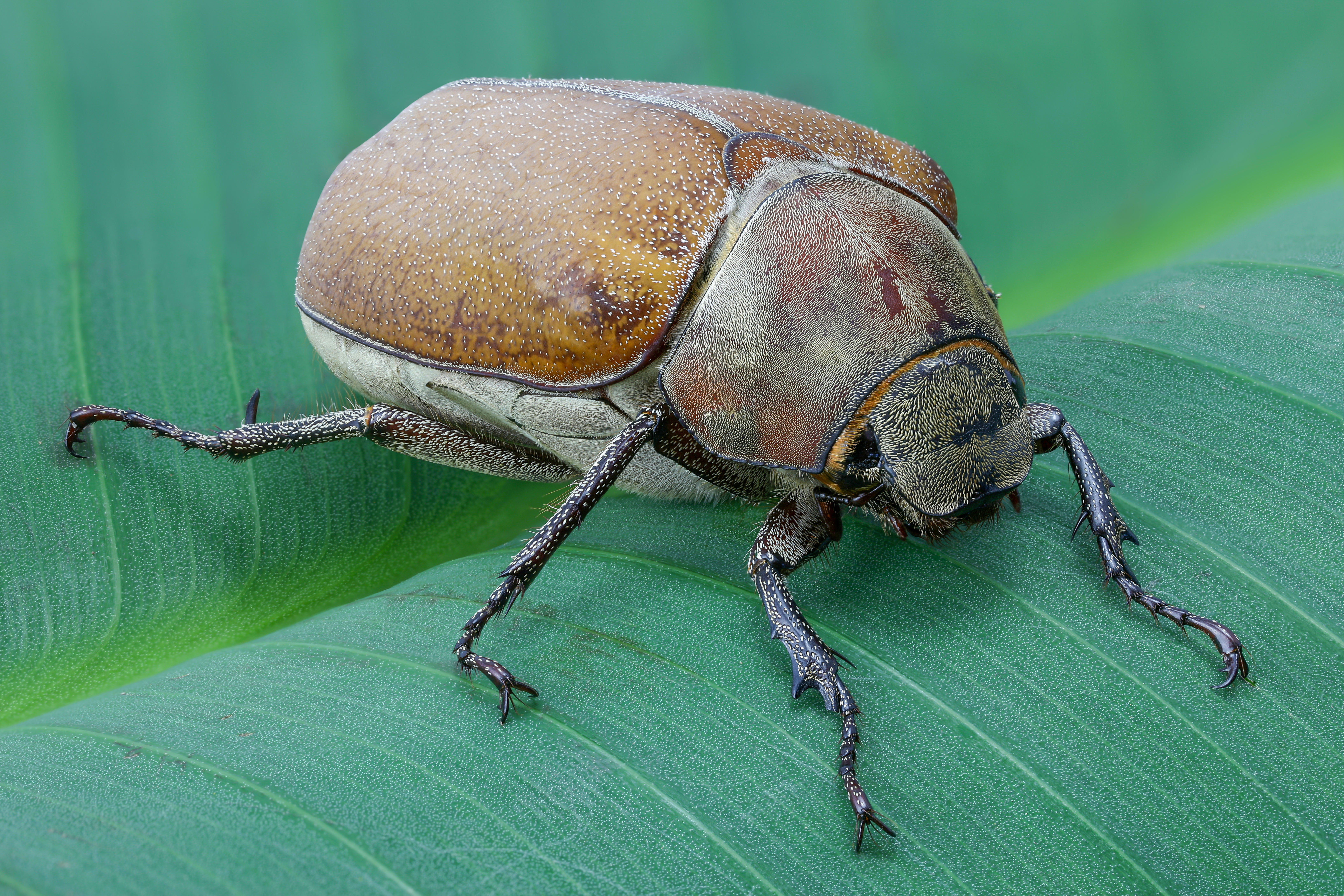
Lepidiota (Melolonthinae, Melolonthini, Leucopholina) de Don Det (Laos) sur une feuille de bananier. Vue de trois-quarts. Ce spécimen mesure 51 mm.

Le nombre d’œufs pondus par femelle est relativement faible (pour le hanneton commun ou le hanneton forestier (Melolontha hippocastani) en France : 24 ± 14 œufs en moyenne à la 1re ponte et 16 ± 8 pour la seconde ponte selon Schwenke (1974).
Les larves, souvent dénommées « vers blancs » sont dites mélolonthiformes (arquées, avec un abdomen renflé à l’extrémité caudale). 
Leur cycle de vie a notamment été étudié par Hurpin,,,; il est de 3 à 6 ans en Europe, nettement plus long dans les climats froids ; il est de 3 ans en France pour le hanneton commun ou forestier. 
Les hannetons larvaires sont une importante source de nourriture pour de nombreux animaux (et en particulier, en Europe, du sanglier qui les recherche activement en retournant le sol). En zone froide et tempérée, elles s’enfoncent en hiver dans le sol jusqu’à 80 cm en sol sableux et remontent au niveau des racines superficielles en saison de végétation (dans les premiers centimètres à 40 cm de profondeur).
Pour des raisons mal comprises, peut-être liées à l’hygrométrie du sol et au climat, chaque génération ne produit pas un nombre constant d’adultes. Un cycle de trois ans est généralement observé avec une génération plus importante (en nombre d’individus) suivie de deux générations plus discrètes. Ces cycles concernent de grandes régions, mais diffèrent selon ces régions ; Hurpin en 1962 a dressé une carte des régions concernées par chaque grand cycle pour la France. Les pics d’émergence correspondent parfois à des pics de dépérissements (ex : 1991, 1994, 1997, 2009, 2012 signalés à la DSF pour le nord-est de la France, avec un maxima en 2009, avant une pullulation signalée en 2015).
Les années concernées par ces pics, on passe en France de quelques individus par hectare à des centaines de milliers, avec alors jusqu’à 100 larves (de l'année 1) par mètre carré dans les zones les plus favorables. Cette génération L1 perd la moitié de son importance dans les premiers mois (par prédation et parasitisme). La génération L3 est environ 3 fois moins nombreuse. Les nymphes sont ensuite 6 à 7 fois moins nombreuses, ce qui selon Régnier (1952) montre que la larve est une source importante de nourriture pour d’autres espèces, mais avec d’importantes variations quantitatives liées aux cultures et au climat.   
Schwenke (1974) a montré que certaines variations météorologiques (comme le froid en période de début de vie des larves, les sécheresses printanières ou au contraire des sols gorgés d’eau) régulaient très significativement aussi la population larvaire (avec des différences selon les espèces considérées).

## Histoire
Selon les études des naturalistes et les témoignages des chroniqueurs du passé, le nombre des hannetons était en Europe autrefois beaucoup plus élevé qu'aujourd'hui.
Le Dictionnaire raisonné d'histoire naturelle de Jacques-Christophe Valmont de Bomare (1764) le décrit ainsi : « Le nombre des hannetons est si prodigieux, que leurs ennemis ne peuvent suffire pour les exterminer : le meilleur expédient, pour diminuer le nombre de ces insectes, est de battre les arbres avec de longues perches, de balayer les hannetons en tas & de les détruire ensuite : il y a quelques années qu'un certain canton de l'Irlande souffroit tant des hannetons, que les habitans se déterminèrent à mettre le feu à une forêt de plusieurs lieues d'étendue, pour couper la communication avec les cantons qui en étoient infestés. Cet insecte ne vole guère pendant le jour : il se tient caché sous les feuilles ou du chêne ou du figuier sauvage, ou du tilleul, ou du noyer, etc. il semble y être assoupi jusqu'au coucher du soleil : alors ils se réunissent en troupes, & avant de se mettre en route ils déploient & alongent leurs houppes ; ils volent autour des haies en bourdonnant, & donnent brusquement contre tout ce qu'ils rencontrent ; d'où vient le proverbe : étourdi comme un hanneton. Les hannetons se nourrissent de feuilles d'arbres, d'œufs de sauterelle, & deviennent à leur tour la proie des corbeaux. Les fermiers n'entendent donc guères leurs intérêts, lorsqu'ils mettent tout en œuvre pour exterminer ces oiseaux. Quand les hannetons ont ravagé les feuilles des chênes & des arbres fruitiers, ces arbres périssent en partie, ou ne poussent l’année suivante leurs boutons que fort tard. »

### Tentatives d'exploitation
Au milieu du XIXe siècle avant l’invention des pesticides chimiques, il est si commun qu’on l’utilise en Suisse pour en extraire « une huile bonne pour accommoder la salade ou graisser les machines ». En Prusse, on le sèche pour en faire une farine « qui sert à confectionner les galettes pour la nourriture des jeunes faisans, perdrix, cailles, etc. » Déjà « Quelques essais ont été tentés pour introduire la larve du hanneton dans la cuisine française et pour la manger à l'instar des escargots ». On songea à faire une exploitation industrielle de l’huile qu’on peut en extraire pour aussi en tirer parti sous forme d’huile d'éclairage. Le chimiste Jouglet pense qu’on pourrait « en extraire une matière colorante qui peut être appelée à faire rapidement son chemin dans l'industrie : c'est une couleur jaune, fine, qui varie du jaune de chrome au jaune d'or ; chaque hanneton en donne quelques centigrammes. Si cette couleur est adoptée par la mode, le hanneton sera prochainement hors de prix, et, au lieu de payer des primes pour le détruire, on l'élèvera avec toutes sortes de soins, au moins comme le ver à soie » estime l’un de ses contemporains qui ajoute qu’il peut aussi « fournir un engrais très-puissant, puisqu'il contient (d'après des analyses de M. Mène), à l'état de larve, 1,60 d'azote, et à l'état de hanneton 3,12 d'azote pour 100 parties », concluant qu’au lieu de le brûler « le résultat des chasses que l'on a établies dans certains départements pour se débarrasser de ce coléoptère nuisible » on pourrait « chercher à l'utiliser dans des industries profitables, soit à l'agriculture, soit au commerce ».
Un manuel de 1866 destiné aux élus municipaux indique que « la nature a doué le hanneton d'habitudes funestes, celle de s'attacher de préférence aux jeunes arbres, aux coudriers, et celle de dormir, pendant le jour, sur la feuille qui lui sert d'aliment, ce qui le livre à ses ennemis. Il suffit, pour l'homme, d'une légère secousse pour faire tomber tous ceux qui sont sur un arbre et pour les détruire. Cette destruction peut même être utile aux basses-cours. On échaude les hannetons et on les donne aux poules et aux autres oiseaux domestiques, qui en sont très-friands ».

### Invasions de hannetons
En 1479 à Lausanne, les hannetons ayant occasionné une famine dans le pays, sont cités devant le tribunal ecclésiastique. Ils sont excommuniés à l'issue de ce procès d'animaux. 
Pour la période récente, les pullulations les plus impressionnantes ont concerné des herbages dans le Nord-Est et Centre de la France signalées notamment  par Hurpin (1962), et des pullulations de moindre ampleur ont été signalées en Alsace depuis 1967 ainsi qu’en Lorraine, Franche-Comté, Limousin et Auvergne.  Selon LM Nageleisen, l’évolution des pratiques agricoles (travail du sol dans les anciennes prairies permanentes…) pourrait expliquer ces pullulations. 
En forêt et en pépinières sylvicoles et vergers à graine, des dégâts ont été signalés dans le Doubs, le Loiret, le Maine-et-Loire de 1975 à 1978, puis dans le Bas-Rhin, et le Massif central de 1983 à 1990. Elles se sont calmées, restant sporadiques de 1989 au début des années 2010... (262 signalements) et ont touché surtout le Nord-Est de la France, puis ont augmenté. 
Dans les années 2000-2010 notamment tous les trois ans dans le Bassigny (région située au nord de la Haute-Saône, à l’ouest des Vosges et au sud de la Haute-Marne). Les traitements à base d’organochlorés faits à la demande des agriculteurs en 1991 ont été sans succès, et ils peuvent affecter un grand nombre d’espèces non-cibles, dont la plupart des prédateurs naturels du hanneton. Depuis une dizaine d’années, la zone forestière allemande touchée tend à s’étendre en Alsace via la vallée du Rhin avec une pullulation record en 2015.
L’intensité des dégâts en forêt varie selon l’âge des arbres, l’essence considérée et la variété du couvert végétal au sol. Selon L. M. Nageleisen (2013) les pullulations sont induites par des déséquilibres dans les équilibres prédateurs-proies (nombre des prédateurs naturels du hanneton sont considérés comme nuisibles par les chasseurs et/ou agriculteurs). Nageleisen note aussi que les enclos grillagés (« exclos ») faits pour protéger les jeunes plantations de l’abroutissement par les cervidés empêchent aussi les sangliers d’accéder à ces parcelles, ce qui favorise la pullulation des « vers blancs » dans ces parcelles.

## Taxonomie
Environ 750 genres et 11 000 espèces ont été décrits à travers le monde (Houston, Weir, 1992).  Le genre le plus commun en Europe de l'ouest est Melolontha.
Liste des tribus :
- Ablaberini
- Alvarengiini
- Automoliini
- Chasmatopterini
- Colymbomorphini
- Comophorini
- Diphucephalini
- Diphycerini
- Diplotaxini
- Euchirini
- Heteronychini
- Hopliini
- Lichniini
- Liparetrini
- Macrodactylini
- Maechidiini
- Melolonthini Leach
- Oncerini
- Pachydemini
- Pachypodini
- Pachytrichini
- Phyllotocidiini
- Podolasiini
- Rhizotrogini
- Scitalini
- Sericini
- Sericoidini
- Stethaspini
- Systellopini
- Tanyproctini
- † Cretomelolonthini

## Fréquence
En Europe de l'Ouest, les espèces les plus courantes sont notamment :
- le hanneton commun (Melolontha melolontha) ;
- le hanneton de la Saint Jean (Amphimallon solstitialis) ;
- le hanneton foulon (Polyphylla fullo).

Le hanneton a de nombreux prédateurs autant dans la terre que dans les airs. Lors de l'envol des adultes, divers oiseaux et mammifères insectivores comme certaines chauve-souris s'en nourrissent.
Bien qu'ils ne soient pas considérés en danger, les hannetons font partie des populations de coléoptères qui ont très fortement régressé.

## Genres rencontrés en Europe
- Amadotrogus Reitter, 1902
- Amphimallon Berthold, 1827
- Anoxia Laporte de Castelnau, 1833
- Butozania Miksic, 1955
- Chioneosoma Kraatz, 1891
- Firminus Coca-Abia, 2004
- Geotrogus Guérin-Méneville, 1842
- Haplidia Hope, 1837
- Holochelus Reitter, 1889
- Hoplia Illiger, 1803
- Lasiopsis Erichson, 1847
- Melolontha Fabricius, 1775
- Monotropus Erichson, 1848
- Polyphylla Harris, 1842
- Pseudotrematodes Jacquelin du Val, 1860
- Rhizotrogus Lepeletier & Serville, 1825
- Tosevskiana Pavicevic, 1985

## Genre rencontré en Asie du Sud-Est et en Océanie.
- Lepidiota Kirby, 1828

## Risques de confusion

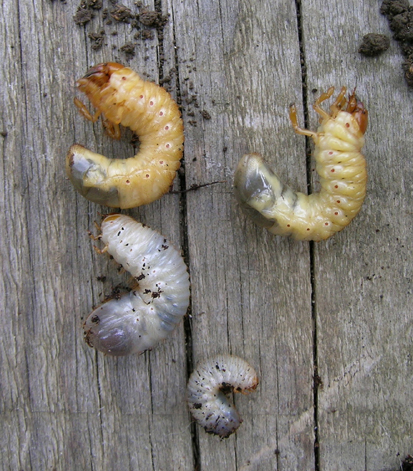
Comparaison des larves de hanneton (en haut) et de Cétoine dorée (en bas)

Les larves de hannetons et celles de la cétoine dorée, toutes deux communément appelées « vers blancs », se ressemblent, mais les larves de la cétoine ne s'attaquent pas aux racines des cultures et sont utiles dans les tas de compost, où elles participent à la décomposition des débris végétaux. Les larves de hanneton sont blanc-jaune, à grosse tête et aux pattes plus longues que la largeur du corps, tandis que les larves de cétoine ont une teinte gris-blanc, une petite tête, un abdomen renflé à la base et de courtes pattes. Lorsque des larves se trouvent au pied de plantes mourantes il faut vérifier qu'il ne s'agit pas de cétoines : ils ne sont pas la cause de la mort des plantes mais se nourrissent tout simplement des racines déjà mortes.